# Microsveltia
Microsveltia is een geslacht van weekdieren uit de klasse van de Gastropoda (slakken).

## Soorten
- Microsveltia haswelli (Garrard, 1975)
- Microsveltia humaboni Verhecken, 2011
- Microsveltia karubar Verhecken, 1997
- Microsveltia laratensis Verhecken, 2011
- Microsveltia machaira Verhecken, 2011
- Microsveltia metivieri Verhecken, 1997
- Microsveltia patricia (Thiele, 1925)
- Microsveltia procerula Verhecken, 1997
- Microsveltia recessa Iredale, 1925
- Microsveltia sagamiensis (Kuroda & Habe, 1971)
- Microsveltia tupasi Verhecken, 2011